# Рокишкис (усадьба)
Рокишкис (лит. Rokiškio dvaras) или Ракишки (пол. Pałac w Rakiszkach) — бывшая усадьба Тизенгаузов в городе Рокишкис, Литва. Усадебный комплекс, включающий в себя 16 объектов (господский дом, парк с прудами и хозяйственные постройки), является одним из выдающихся ансамблей классицизма и историзма в Литве. Включен в Регистр культурных ценностей Литовской Республики, охраняется государством (код 1010). С 1940 года (с перерывами) в усадьбе располагается Рокишкский краеведческий музей.

## История
Самое раннее упоминание о Ракишках в письменных источниках относится к 1499 году и связано с привилегией великого князя Александра о рубке леса. В 1523 году стало собственностью Крошиньских. Начиная с XVII века поместье сдается в аренду другим помещикам. В 1715 году владельцами Ракишек стала литовская ветвь рода Тизенгаузов. В конце XVIII века поместье принадлежало Игнатию Тизенгаузу (1762—1843), командиру пехотной гвардии Великого княжества Литовского, который перенес сюда родовое имение из Постав.

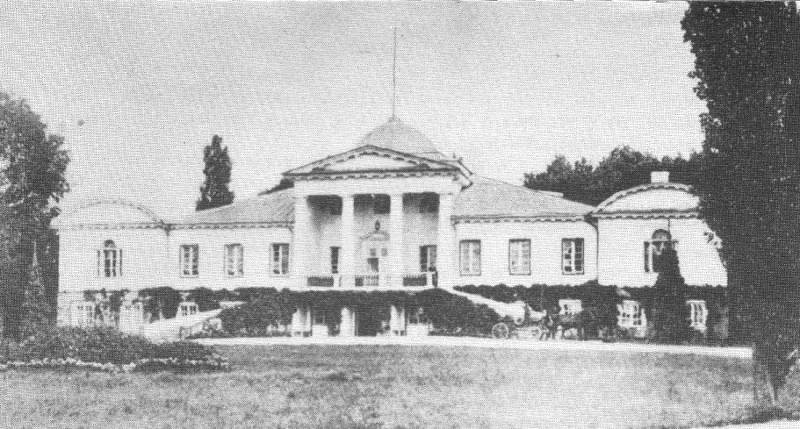
Усадебный дом до перестройки в 1905 году

Согласно археологическим раскопкам, старый деревянный дворец располагался на южном берегу пруда. В 1801 году было завершено строительство нового усадебного дома в стиле классицизма. Это было одноэтажное каменное здание с мезонином. Главный фасад был украшен четырёхколонным портиком, увенчанным треугольным фронтоном. Предполагается, что архитектором дворца был Лауринас Стуока-Гуцявичюс, но никаких доказательств этому факту пока не найдено.
В 1797 году вокруг усадьбы начал создаваться обширный парк площадью 16 га. Наибольшего расцвета он достиг в середине XIX века, когда поместьем владел Константин Тизенгауз. Был создан ботанический сад, лаборатория исследований природы и препарации чучел птиц, зоологический сад.
В XIX веке имение Рокишкис было одним из крупнейших в Литве поставщиков льноволокна, льняного и конопляного семени.
В 1880 году после смерти графа Райнольда Тизенгауза имение перешло к его сестре Марии Пшездецкой-Тизенгауз. В 1905 году Йонасом Пшездзецким главный усадебный дом был перестроен по проекту архитекторов К. Янковскиса (лит. Karolis Jankovskis) и П. Липопаса (лит. Pranciškus Lilpopas). Был надстроен второй этаж, выполнена внутренняя перепланировка помещений, изменён фасад. Дворец приобрел черты необарокко и неоготики, но цельность ансамбля осталась не нарушенной.
В 1940 году с приходом советской власти хозяева Рокишкского имения уехали из Литвы, усадьба была национализирована, в главном здании открылся краеведческий музей. В декабре 1940 г. во дворце разместился полк Красной армии. В 1941 г. самые ценные работы живописи и графики были переданы Каунасскому музею культуры. В 1942 г. по требованию гитлеровцев музей выселен из дворца, а экспонаты перенесены в подсобные помещения. В 1948 году дворец был передан Рокишкскому совхозу, а музей перенесён в маленький деревянный костёл на улице Витауто. В 1952 году в отреставрированной усадьбе вновь был открыт музей.
Реставрационные работы во дворце производились в 1954 году (архитектор Я. Вашкявичюс), 1974—1984 гг. (реставрация интерьера Столовой, группа архитекторов под руководством Й. Зиболиса).
Парк усадьбы интересен своей плановой композицией. Почти все территория парка разбита на участки геометрической формы. Ядром композиции является дворец. Остальные здания расположены симметрично относительно главной аллеи. В западной части усадьбы ось главной аллеи совпадает с осью улицы Тизенгауза (лит. Tyzenhauzų gatvė), перспектива которой замыкается неоготической церковью Святого Матфея. Восточная часть парка состоит из трех радиальных аллей, соединенных с полукруглым квадратом перед восточным фасадом дворца. В этой части сохранился первоначальный характер структуры радиального плана. Центральная радиальная аллея совпадает с главной осью парка. В северо-западной части парка находится фруктовый сад.

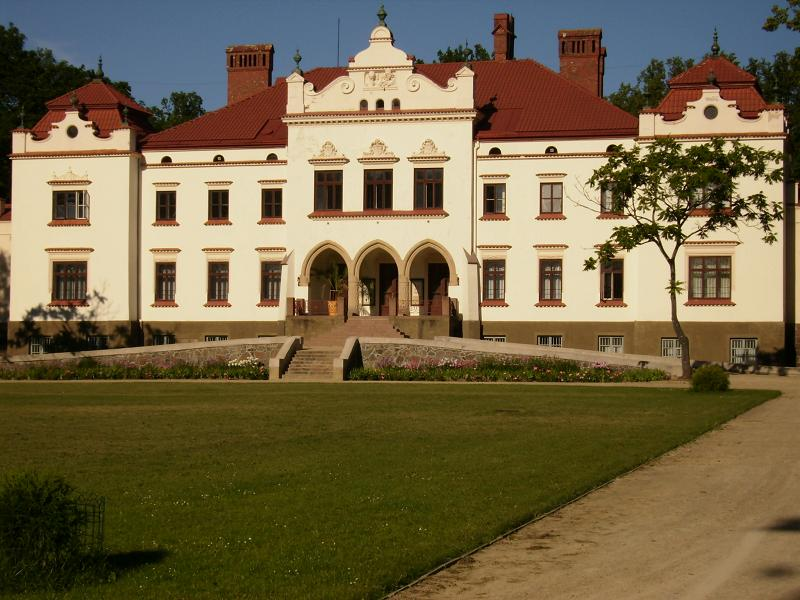
Дворец
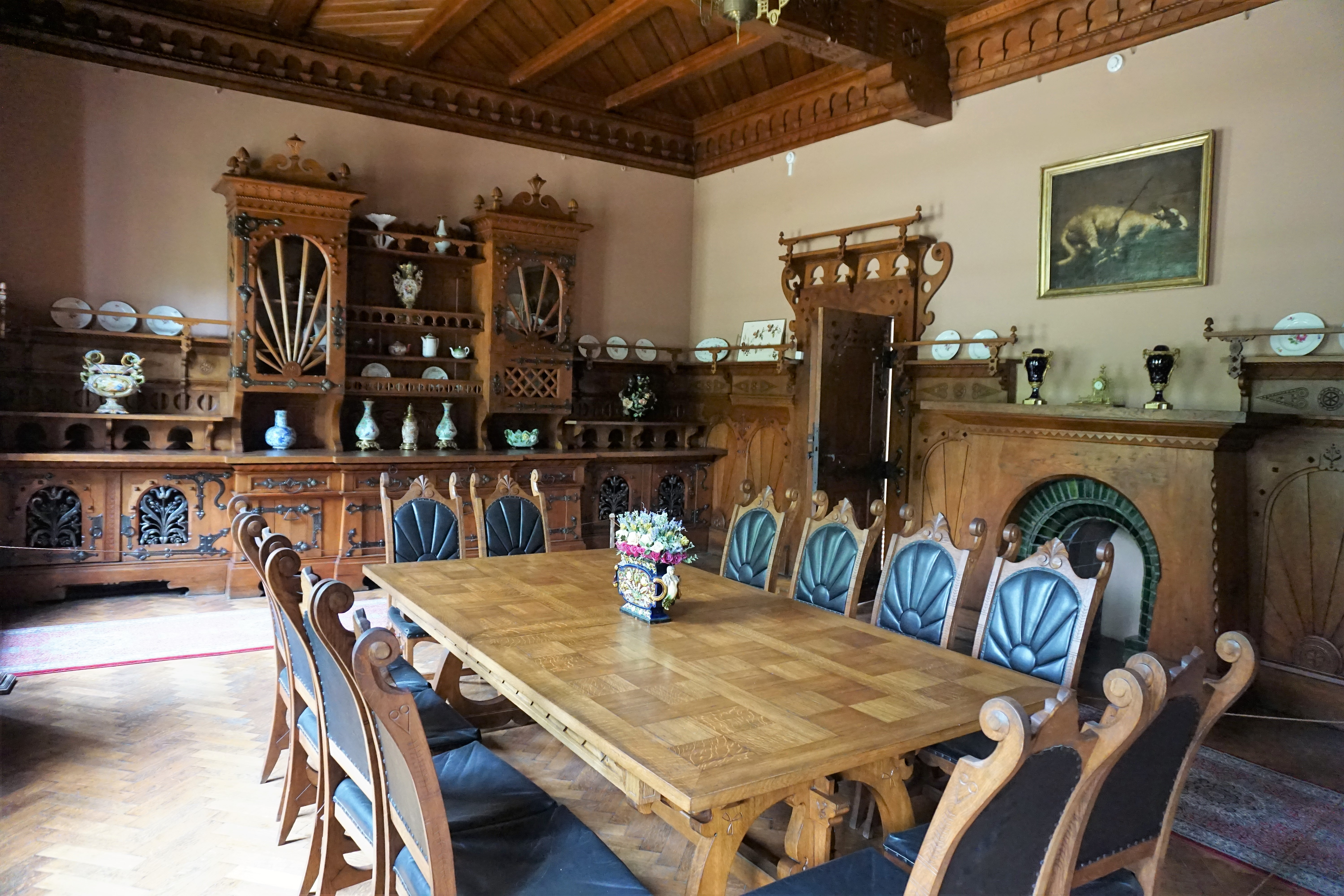
Столовая
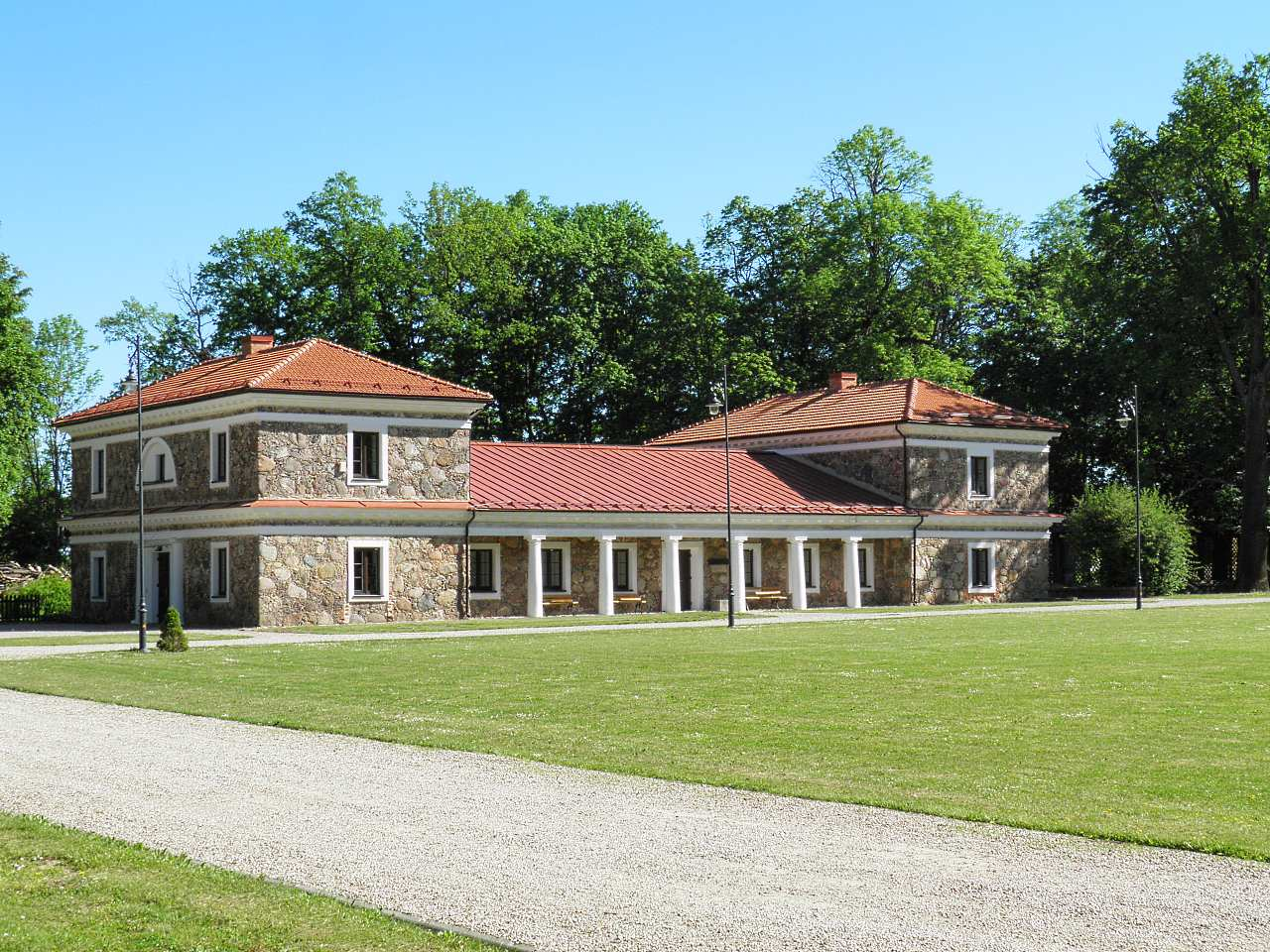
Северный флигель
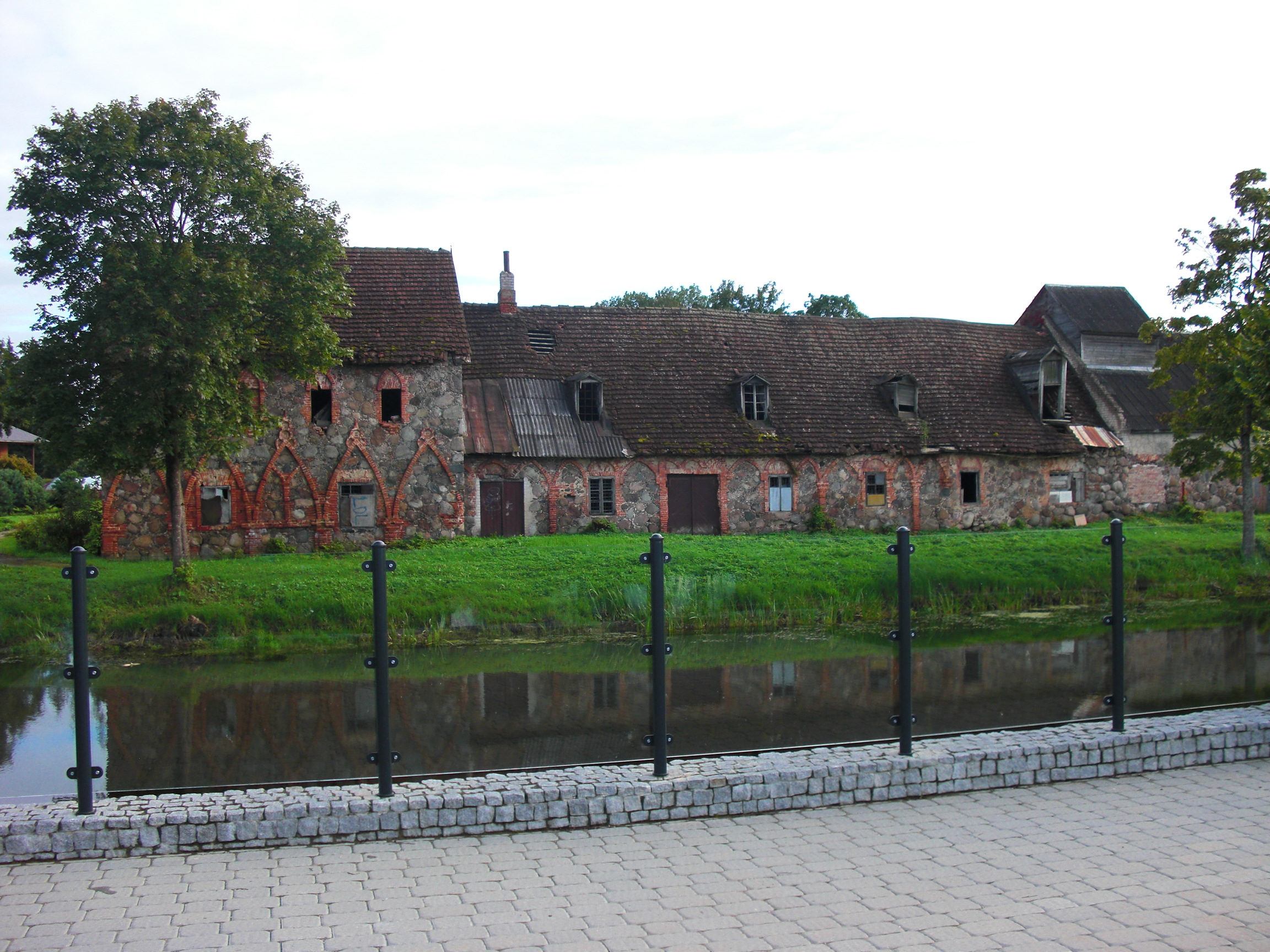
Пивоварня